# 1631
Năm 1631 (số La Mã: MDCXXXI) là một năm thường bắt đầu vào thứ Tư trong lịch Gregory (hoặc một năm thường bắt đầu vào thứ Bảy của lịch Julius chậm hơn 10 ngày).